# Kristiansand
Kristiansand è un comune e una città della Norvegia. Si trova sulla costa meridionale del paese, nella contea di Agder. 

## Geografia fisica
La città si trova nell'estremo sud del paese ed è bagnata dallo Skagerrak, un tratto di Mare del Nord compreso tra Norvegia, Svezia e Danimarca. A Kristiansand sfocia il fiume Otra, noto anche come Torridalselven; il centro della città si trova sulla riva occidentale del fiume.
La costa è molto frastagliata con numerose isole e isolotti; brevi fiordi si inoltrano nell'entroterra, il principale è il Topdalsfjorden che si snoda ad est della città e nel quale sfocia il fiume Tovdalselva, poco più a sud dell'aeroporto di Kristiansand. 
L'isola principale è Flekkerøy, poco a sud ovest della città. 
Gli attuali (2020) confini del territorio comunale derivano dall'incorporazione dei comuni di Søgne e Songdalen entrambi situati ad ovest. Il comune confina con i comuni di Lillesand e Birkenes a est, Vennesla a nord e Lindesnes a nord-ovest e ovest.
Il territorio del comune è perlopiù collinare e ricco di corsi d'acqua; il fiume principale è il Songdalselva che sfocia nello Høllefjorden in corrispondenza della località di Høllen, dopo un tortuoso percorso ricco di anse disegnando un'ampia valle. Le elevazioni massime del territorio si trovano nella parte settentrionale (monte Rinnan 416 m s.l.m.).

## Storia
Kristiansand fu fondata da Cristiano IV, re di Danimarca e Norvegia, il 5 luglio 1641 con il nome di Christianssand (spiaggia di Cristiano) in conseguenza del fatto che tra Skien e Stavanger all'epoca non vi erano altre città e Kristiansand poteva servire come centro per il commercio del legno. Nel 1682 la sede vescovile venne spostata qui da Stavanger e questo portò la città a un rapido sviluppo.
Nel 1734 Kristiansand ebbe il suo primo incendio cittadino che ne intaccò l'economia ivi creatasi, dopo alti e bassi; un secondo grande incendio avvenne nel 1892.
Oggi è un'importante meta turistica e culturale grazie anche al Quart Festival, il più grande festival musicale norvegese. Uno degli sponsor principale è la Christianssands Bryggeri che produce birra e acque minerali.

## Monumenti e luoghi d'interesse
- La cattedrale di Kristiansand, edificata nel 1885 in stile gotico, sede della diocesi di Agder e Telemark per la chiesa di Norvegia
- Kristiansand Zoo and Amusement Park, un parco divertimenti, giardino zoologico e faunistico

## Stemma
Nel 1643 re Cristiano IV concesse alla nuova città il diritto di usare il sigillo con il leone di Norvegia e la corona reale.
La corona reale stava a significare che la città era stata fondata da un Re. 
La versione attuale dello stemma risale al 1909 e prevede un albero verde posto dietro al leone d'oro, su fondo rosso, circondato da un fregio con la scritta "Causa triumphat tandem bona".

## Sport
La locale squadra di football americano, i Kristiansand Gladiators, ha vinto un titolo nazionale e una Coppa di Norvegia.
È la città natale del ciclista Kristoffer Halvorsen, campione del mondo in linea Under-23 nel 2016 a Doha.